# Јулијски Алпи
Јулијски Алпи (словен. Julijske Alpe, итал. Alpi Giulie) су горски масив који се простире од североисточне Италије до Словеније. Име носе по римском владару Гају Јулију Цезару. Њихов највиши врх уједно је и највиши врх Словеније – Триглав (2.864 m), а други по висини је италијански Монтаж (2.753 m). Велики део Јулијских Алпа укључен је у Триглавски национални парк.

## Етимологија
Јулијски Алпи су у античко доба били познати као „Alpe Iulia”, затим као „Alpes Juliana” око 670. лета Господњег, „Alpis Julia” око 734. и „Alpes Iulias” 1090. Попут муниципијума „Forum Julii” (данас Чивидале дел Фријули) у подножју планина, планински венац добио је име по Јулију Цезару из породице Јулијеваца,  вероватно због пута који је изградио Јулије Цезар, а довршио Август.

## Површина
Јулијски Алпи заузимају површину од 4.400 km², а на територији Словеније граниче се са долинама река Саве и Соче.

## Геолошка структура
Јулијски Алпи су део Јужних кречњачких Алпа. Сачињавају их наслаге кречњака из времена мезозоика и доломита из тријаса. Зато се нагло успињу а врхови и гребени су назупчани. Између горских гребена леже дубоке котлине (сутјеске) направљене од ледника (глечера).

### Источни Јулијски Алпи
Важнији врхови по висини:
- Триглав (2.864 m); највиши врх и симбол Словеније
- Шкрлатица (2.740 );
- Мангарт (2.679 m)
- Јаловец (2.643 m)
- Разор (2.601 m)
- Кањевец (2.569 m)
- Присојник (2.547 m)
- Шпик (2.472 m)
- Крн (2.244 );
- Чрна прст (1.844 m)

### Западни Јулијски Алпи
Западни Јулијски Алпи су доста мањи од Источног дела. Леже углавном у Италији, а у Словенији леже само делови Канинске групе. Већи врхови су:
- Монтазио (Jôf di Montasio) (2.753 m)
- Виш (2.666 m)
- Високи Канин (2.587 m)